# Teresa Ulundo
Teresa João Ulundo (née le 8 mai 1971) est une joueuse angolaise de handball féminin. Elle a fait partie de l'équipe d'Angola de handball féminin aux Jeux olympiques d'été de 2000 à Sydney. 

## Palmarès

### En équipe nationale
Jeux olympiques
- 9e place aux Jeux olympiques 2000[1]